# Lena will es endlich wissen
Lena will es endlich wissen ist ein deutscher Spielfilm des niederländischen Regisseurs Edwin Brienen aus dem Jahr 2011. Der Film feierte am 9. März 2011 in der Berliner Volksbühne Premiere.

## Handlung
Die 23-jährige Lena Liebling erfüllt ihren Traum Schauspielerin zu werden, indem sie eine Hauptrolle im berühmten Theaterstück Geschlossene Gesellschaft von Jean-Paul Sartre ergattert. Lenas Problem indes ist „die Liebe“: sie hat sie noch nicht gefunden. Ihre beste Freundin Becky hingegen hat als erfolgreiche Prostituierte das Motto, „dass am Ende des Tages alles, auch Sex und Liebe, eben nur Arbeit sei“. Sie bekommt Lena sogar dazu, die Prostitution selbst auszuprobieren. Verzweifelt auf der Suche nach Liebe, stimmt Lena schließlich zu. Sie betritt eine seltsame Welt, in der freie Liebe die Norm ist, in der bizarre Sklaven und selbst Jesus ihren Weg kreuzen. Ihre Situation wird noch komplizierter, als sie sich in ihren Regisseur Dex White verliebt. Zwischen Arbeit und Vergnügen muss sich Lena auch noch um ihren einsamen Vater, Lothar Liebling, kümmern, der die Trauer um seine verstorbene Frau damit verdrängt, andere Leute mit seinen selbstgemachten Ballontieren zum Lachen zu bringen.

## Hintergrund
Gedreht wurde der Film zwischen Oktober 2010 und Januar 2011 in Berlin und Umgebung. Lena will es endlich wissen ist ein Tribut an Anna Henkel, die im 1970er Jahre Arthouse-Klassiker Dorotheas Rache die Hauptrolle verkörperte.